# Bulbophyllum chaetostroma
Bulbophyllum chaetostroma là một loài phong lan thuộc chi Bulbophyllum.